# Shami Chakrabarti
Sharmishta Chakrabarti, dite Shami Chakrabarti, baronne Chakrabarti, née le 16 juin 1969, est une femme politique, avocate et militante des droits humains du parti travailliste britannique. Elle est directrice de Liberty, un groupe de défense des droits de l'homme et des libertés civiles, de 2003 à 2016. De 2016 à 2020, elle est procureur général fantôme.

## Jeunesse
Chakrabarti est née de parents bengalis dans la banlieue de Kenton dans le quartier londonien de Harrow. Son père, comptable, est cité par Chakrabarti comme une influence sur son intérêt pour les libertés civiles. Elle fréquente la Bentley Wood High School, une école polyvalente pour filles, puis le Harrow Weald Sixth Form College. Elle est membre du SDP,.
Ses deux parents sont éduqués dans des écoles catholiques romaines à Calcutta, tandis qu'elle-même fréquente une école du dimanche baptiste lorsqu'elle est enfant.
Elle étudie le droit à la London School of Economics, à un moment donné en tant qu'assistante de recherche de Leonard Leigh qui écrit un article sur l'approche britannique du terrorisme et de l'extradition. L'article est finalement publié en 1997. Après avoir obtenu un LLB en 1991, Chakrabarti est admise au barreau par le Middle Temple en 1994. En 1996, elle commence à travailler comme avocate pour le ministère de l'Intérieur.

## ONG Liberty
Après avoir travaillé comme juriste d'entreprise, Chakrabarti est nommée directrice de Liberty en 2003. En tant que directrice, elle fait campagne contre ce que le groupe de pression considérait comme les mesures antiterroristes « excessives » qui ont suivi les attentats du 11 septembre 2001 aux États-Unis, comme l'Anti-terrorism, Crime and Security Act 2001 (ATCSA). L'organisation est un opposant de premier plan à la récente législation antiterroriste.
Chakrabarti passe fréquemment à la radio et à la télévision de la BBC et à divers journaux sur le thème des droits de l'homme et des libertés civiles. The Observer écrit qu'elle faisait "des apparitions apparemment sans fin sur l'heure des questions et les bulletins d'information en continu". Elle est également décrite par David Aaronovitch dans le Times comme « probablement la lobbyiste des affaires publiques la plus efficace des 20 dernières années ».
En décembre 2005, l'émission BBC Radio 4 Today mène un sondage auprès des auditeurs pour déterminer « qui dirige la Grande-Bretagne ». Après de nombreuses heures de débat, Today place Chakrabarti sur la liste restreinte des dix personnes "qui pourraient diriger la Grande-Bretagne" .
Elle est présélectionnée aux Channel 4 Political Awards 2006 pour le prix « Most Inspiring Political Figure ».Elle arrive deuxième au vote du public derrière Jamie Oliver, devant Tony Blair, David Cameron, George Galloway et Bob Geldof .
Chakrabarti quitte ses fonctions de directrice de Liberty le 31 mars 2016, remplacée par Martha Spurrier.

## Parti travailliste
Après sa nomination en avril 2016 à la présidence d'une enquête sur l'antisémitisme et d'autres formes de racisme au sein du Parti travailliste, Chakrabarti annonce qu'elle a rejoint le parti afin de gagner la confiance des membres, et exprime sa conviction que cela ne compromettrait pas son indépendance. Chakrabarti critique le Parti conservateur pour ne pas avoir mené sa propre enquête sur l'islamophobie, à la suite des allégations de Sayeeda Warsi lors de l'élection du maire de Londres en 2016 contre Sadiq Khan. Le rapport de l'enquête Chakrabarti est publié en juin 2016 et conclut que le Labour n'était "pas envahi par l'antisémitisme, l'islamophobie ou d'autres formes de racisme", mais qu'il y a une "atmosphère parfois toxique".
Jeremy Corbyn la nomme à la Chambre des lords en août 2016. C'est une étape nécessaire pour sa nomination ultérieure au poste de procureur général fantôme. Cependant, certains (dont les députés travaillistes Tom Watson et Wes Streeting) voient cela comme créant un potentiel de parti pris dans ce qui aurait dû être une enquête indépendante.
Le 6 septembre 2016, elle est créée pair à vie en tant que baronne Chakrabarti, de Kennington dans le quartier londonien de Lambeth. Le mois suivant, elle est nommée procureur général au cabinet fantôme de Jeremy Corbyn.

## Vie privée
Chakrabati est mariée à Martyn Hopper, un avocat plaidant, de 1995 jusqu'à leur divorce en 2014.
Chakrabarti est membre du conseil consultatif de la Foundation for Information Policy Research. Elle est nommée Commandeur de l'Ordre de l'Empire britannique (CBE) lors de la cérémonie d'anniversaire de la Reine en 2007. En 2011, elle reçoit la médaille du président de la British Academy. En mai 2018, elle est nommée au Conseil privé du Royaume-Uni.